# Alain Bonfand
 (juillet 2013).
Si vous disposez d'ouvrages ou d'articles de référence ou si vous connaissez des sites web de qualité traitant du thème abordé ici, merci de compléter l'article en donnant les références utiles à sa vérifiabilité et en les liant à la section « Notes et références ».
Alain Bonfand, né en 1957 à Chambéry, est un écrivain, philosophe, historien et critique d'art français, spécialisé dans l'esthétique phénoménologique de la peinture et du cinéma.

## Biographie
Docteur en histoire et docteur en philosophie, Alain Bonfand assure les enseignements théoriques « Esthétique - Théories de l'art » depuis 1986 à l'École nationale supérieure des beaux-arts de Paris (ENSBA). Il co-dirige la collection « Écrits d'artistes », publiée par l'ENSBA.
Habilité à diriger des recherches en Esthétique à l’université de Paris IV (Paris-Sorbonne), il est membre de l’école doctorale « Concept et langage ».

## Publications (sélection)

### Essais
- L'Ombre de la nuit. La mélancolie et l'angoisse dans les œuvres de Mario Sironi et de Paul Klee entre 1933 et 1940, éditions de la Différence, 1993 ; nouvelle édition Librairie philosophique J. Vrin, coll. « Essais d'art et de philosophie », 2019  (ISBN 978-2-7116-2899-5)
- L'Art en France : 1945-1960, Nouvelles Éditions françaises, 1995
- Paul Klee. L'œil en trop, éditions de la Différence, 1995 ; nouvelle édition préfacée par Jean-Luc Marion, 2008 puis 2019, Librairie philosophique J. Vrin, coll. « Essais d'art et de philosophie »  (ISBN 978-2-7116-2874-2)
- Paul Klee. Le Geste en sursis, Hachette, 1995 ; réédition en poche, 2008
- Le Cinéma de Michelangelo Antonioni, Images modernes, 2003 (essai accompagnant l'édition des écrits du cinéaste établie par Alain Bonfand et Didier Semin)
- Le Cinéma saturé. Essai sur les relations de la peinture et des images en mouvement, coll. « Epiméthée », PUF, 2007 ; nouvelle édition augmentée, coll. « Essais d'art et de philosophie », Librairie philosophique J. Vrin, 2012
- Wu Guanzhong, éditions de la Différence, 2007
- Raza, éditions de la Différence, 2008
- Histoire de l'art et phénoménologie. Recueil de textes 1984-2008, coll. « Essais d'art et de philosophie », Librairie philosophique J. Vrin, 2009
- Le Cinéma d'Akira Kurosawa, Librairie philosophique J. Vrin, 2011

#### En collaboration
- Avec Jean-Luc Marion, Hergé. Tintin le Terrible ou l'alphabet des richesses, Hachette, 2006

### Romans
- L'Homme malade d'amour[2], Bartillat, 1998
- Le Sang clair, éditions de la Différence, 2003